# Вяткин, Александр Сергеевич

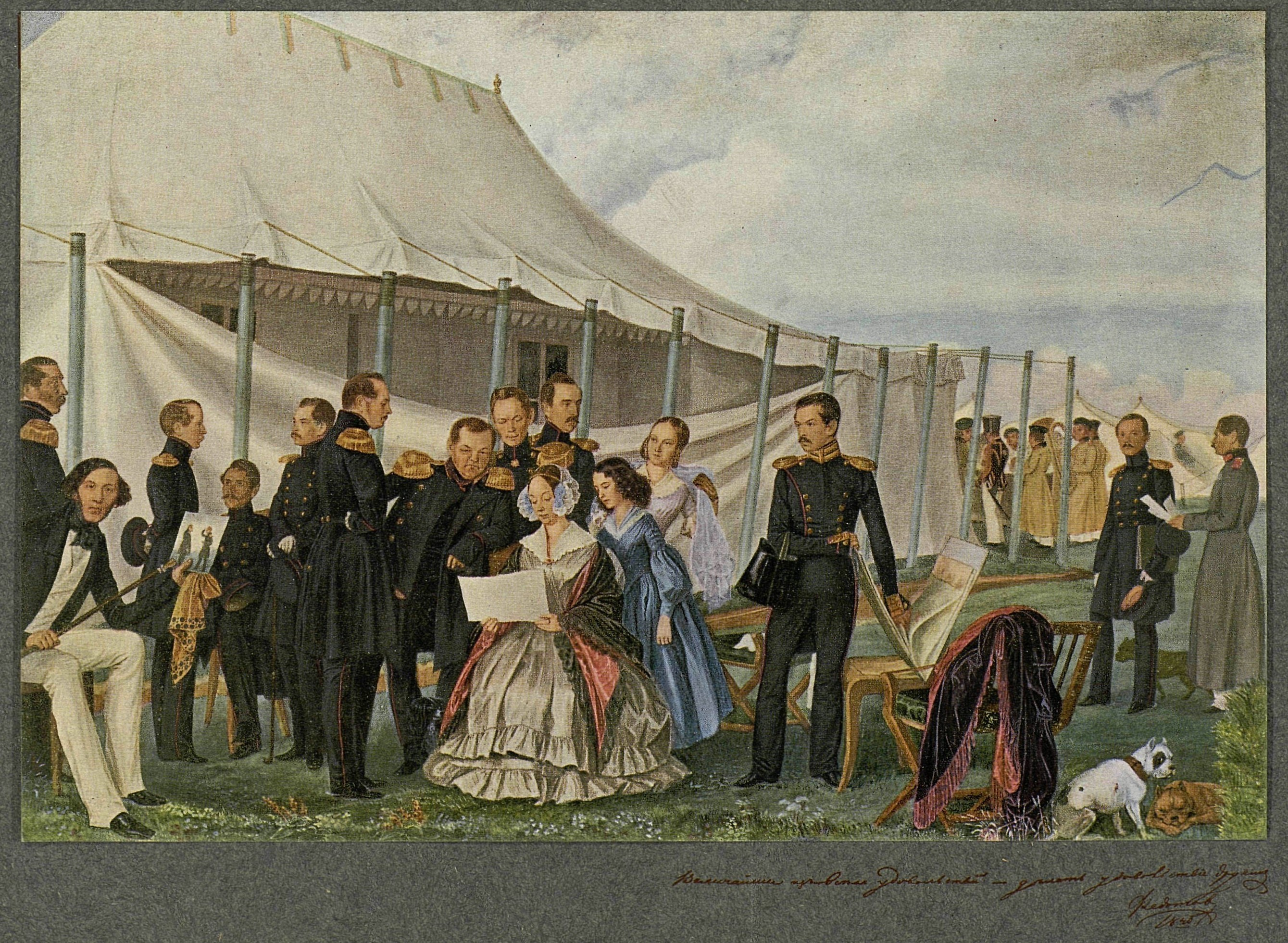
Семья Вяткина среди офицеров Финляндского полка в Красносельском лагере в 1840 году. Слева направо: К. М. Розе, Макуаер (держит лист с портретами А. Ф. Боасселя и А. К. Фридрихса), О. С. Лихонин, А. Ф. Ган, П. Е. Заварицкий, А. И. Гильденштуббе, А. С. Вяткин, П. И. Греч, П. П. Кинович, супруга Е. А. Вяткина, дочь М. А. Вяткина, M-lle Циммерман, П. А. Федотов, А. И. Угрюмов, Фёдоров.

Александр Сергеевич Вяткин (19 февраля (1 марта) 1796 —13 (25) апреля 1871) — генерал от инфантерии, командир лейб-гвардии Финляндского полка.

## Биография
Родился 19 февраля (1 марта) 1796 года, получил домашнее образование.
В военную службу вступил в 1815 году юнкером в лейб-гвардии Финляндский полк и в 1817 году произведён в прапорщики.
В 1825 году Вяткин был уже в чине капитана и командовал 1-й ротой полка, во время восстания декабристов уговорил свою роту не идти на Сенатскую площадь и держал караулы у Зимнего дворца.
В 1828 году он был отправлен в командировку на Дунайский театр военных действий с Турцией, принимал участие в осаде Варны. Произведённый 28 сентября 1828 года за отличие в полковники Вяткин тогда же был переведён в лейб-гвардии Егерский полк.
10 сентября 1835 года Вяткин получил чин генерал-майора с назначением состоять при 1-й гвардейской пехотной дивизии и 6 декабря того же года получил в командование гренадерский императора Австрийского полк. С 6 марта 1839 года командовал лейб-гвардии Финляндским полком, в списках полка оставался вплоть до своей кончины.
4 декабря 1843 года за беспорочную выслугу 25 лет в офицерских чинах также был награждён орденом Св. Георгия 4-й степени.
6 января 1846 года он был назначен командиром 3-й гренадерской дивизии и в следующем году получил чин генерал-лейтенанта (ст. 23.03.1847).
С 1853 года Вяткин был Виленским комендантом, а в 1863 году после начала польского восстания был зачислен в запасные войска с оставлением в занимаемой должности и занимался руководством в подавлении беспорядков в Виленской губернии.
В 1865 году отчислен от должности коменданта, оставаясь состоять по гвардейской пехоте, в запасных войсках и л.-гв. Финляндском полку вплоть до своей кончины. 29 апреля 1866 года произведён в генералы от инфантерии.
Скончался 13 апреля 1871 года в Санкт-Петербурге, похоронен на кладбище Воскресенского Новодевичьего монастыря.

## Награды
Российской империи:
- Орден Святой Анны 4-й степени (1826)
- Орден Святого Владимира 4-й степени (1 января 1826)
- Орден Святой Анны 2-й степени (18 сентября 1828); императорской короной к ордену (1834)
- Орден Святого Станислава 2-й степени (1831)
- Орден Святого Владимира 3-й степени (1837)
- Знак отличия беспорочной службы за XX лет (1840)
- Орден Святого Станислава 1-й степени (1841)
- Орден Святого Георгия 4-й степени за беспорочную выслугу 25 лет в офицерских чинах (4 декабря 1843; № 6914 по кавалерскому списку Григоровича — Степанова)
- Орден Святой Анны 1-й степени (1843), императорская корона к ордену (1845)
- Орден Святого Владимира 2-й степени (1849)
- Орден Белого орла (1856),
- Знак отличия беспорочной службы за XL лет (1862)
- Бриллиантовый перстень (1831)
- Золотая табакерка с вензелевым изображением Высочайшего Имени (1863)
- Золотая табакерка, украшенная бриллиантами с портретом Его Величества (1858)

Иностранных государств:
- Орден Красного орла 2-й степени со звездой (1842, королевство Пруссия)

## Воспоминания современников
Для живущих в Гарновском доме большою отрадою служило семейство А. С. Вяткина: жена его, Елизавета Алексеевна, была во всех отношениях прелестна. Получив блестящее воспитание в Швейцарии вместе с Софьей Александровной Нарышкиной, она обладала самою утонченною любезностию, и казалось непостижимым, как могла такая женщина полюбить такого некрасивого человека, как Вяткин. Он был хорошего роста, но дурно сложен, сутуловат и толст; лицо же его было изрыто оспой беспощадно. Правда, он был умен, забавен, остер; но его остроты доходили часто до крайности. Когда он распоряжался перед фронтом, то некоторые его выражения были так оригинальны, что всеми удерживались в памяти, но неудобны для печати. По фронту он был мастер первой степени.
Всякий вечер у Вяткиных сходились офицеры и их знакомые из общества.
Те, которые постарше, составляли партию полковника, для которого
игра в карты по вечерам сделалась привычкою, а молодые окружали
дам, собиравшихся у Елизаветы Алексеевны...

Вечер у Вяткиных обыкновенно кончался ужином, всегда гастрономически приготовленным искусным поваром Александра Сергеевича. Сам хозяин на подобных вечерах бывал и в прямом и в переносном смысле в своей тарелке; его шутки, остроты и двусмысленные шарады возбуждали неумолкаемый смех, и все расходились совершенно довольными, с твердым желанием начать то же самое завтра или послезавтра.— П. А. Степанов. 25 лет Лейб-гвардии в Егерском полку (из записок старого егеря). Часть 4. 1832—1840. // Военный сборник. Т. 20. № 7 (июль). 1877. С. 177—178